# Apolinário Porto-Alegre
Apolinário José Gomes Porto-Alegre (Rio Grande, 29 de agosto de 1844 — Porto Alegre, 23 de março de 1904) foi um escritor, historiógrafo, poeta e jornalista brasileiro. É considerado um dos autores mais importantes do Rio Grande do Sul.

## Biografia
Apolinário Porto-Alegre era filho de Antônio José Gomes Porto-Alegre, inspetor da alfândega de Rio Grande, e de Joaquina Delfina da Costa Campelo Porto-Alegre. O interesse pela literatura também se manifestou em seus dois irmãos: Apeles e Aquiles Porto-Alegre.
Fez seus estudos primários em escola particular de Rio Grande, até seus 15 anos de idade aos cuidados de seu primo Fernando Ferreira Gomes (1830-1896, filho do jornalista pioneiro Vicente Ferreira Gomes), que dirigia seu próprio estabelecimento de ensino naquela cidade desde 1853.
Por volta do ano de 1859, sua família muda-se para a cidade de Porto Alegre, onde tem contato com estudos na área de humanidades. Apolinário, dois anos depois, em 1861, inicia um curso na Faculdade de Direito de São Paulo, não concluindo o mesmo, devido ao falecimento de seu pai, em setembro de 1863. Retornando ao seu estado-natal, para sustentar sua família, começa a trabalhar como professor, primeiramente particular.
Foi depois contratado na escola particular do médico Cyro José Pedrosa, um nome tradicional no ensino público da província. Logo passaria a dirigir suas próprias escolas: em 1867 fundava seu primeiro estabelecimento de ensino: o Colégio Porto Alegre, com a assistência do irmão Aquiles.
Em 1870, agora com o irmão Apeles como auxiliar, criava o Colégio Rio-Grandense. Deixou o irmão na direção em 1876 para inaugurar, com o colega Hilário Ribeiro, o Instituto Brasileiro, seu mais ambicioso e duradouro projeto. Esta escola, localizada na estrada do Caminho do Meio, nos arredores de Porto Alegre, funcionando como internato, deveria oferecer, para além de uma educação formal, uma formação integral que habilitasse a nova geração a construir um novo país republicano. Apolinário, com seu caráter republicano, numa época que não havia um partido republicano no estado, comemorava na escola datas como a Revolução Francesa e a Revolução Farroupilha. A escola funcionou por 16 anos até encerrar suas atividades em 1892.

### Sociedade Partenon Literário
Juntamente com um grupo de republicanos e liberais funda, no dia 18 de junho do ano de 1868, na cidade de Porto Alegre, a Sociedade Partenon Literário, de caráter romântico e regionalista.
A Sociedade começou a publicar, em 1869, um periódico intitulado "Revista Mensal". Foi neste periódico que Apolinário Porto-Alegre começou a publicar seus primeiros trabalhos, como romances, contos, críticas, poesias, peças de teatro, etc. A Sociedade durou até o ano de 1880.

### Murmúrios do Guaíba
Um grupo de autores resolvem abandonar a Sociedade Pártenon Literário, por volta do ano de 1870. Eles decidem, então, criar um novo periódico intitulado Murmúrios do Guaíba. O foco da publicação era o Rio Grande do Sul, mais especificamente, suas história, tradições, literatura, música, entre outros. Apolinário inicia, então, a colaborar com os textos presentes no Murmúrios do Guaíba, rompendo com o Pártenon Literário. Durante este período escrevendo, Apolinário, muitas vezes, assumiu os pseudônimos de Iriema ou Bocaccio.
Essa versão de criação da revista Murmúrios do Guaíba é dada por alguns autores, porém tal questão não é clara, parecendo mais provável que tenha sido criada para preencher o vácuo deixado pela interrupção temporária da Revista Mensal em dezembro de 1869, ambas utilizando-se de idêntica estrutura na divulgação literária.
Colaborou com o jornal A Imprensa, o primeiro jornal republicano diário do estado, fundado por seu irmão Apeles. Durante a Exposição Brasileira-Allemã criticou duramente a Carlos von Koseritz pelo modo que a exposição foi conduzida.
O escritor ainda escreveria para várias revistas e jornais. Destacam-se:
- A Reforma;
- A Democracia;
- A Federação;
- Gazeta de Porto Alegre;
- Jornal do Commercio;
- O Guarani;
- O Industrial;
- Álbum do Domingo.

### Visão e atuação política
Apolinário Porto-Alegre era entusiasta da república. Fundou o Club Republicano, convidando amigos, conhecidos e pessoas em geral, que dividissem os mesmos ideais. No entanto, desentendimentos internos fizeram com que ele abandonasse o clube, fundando logo depois a União Nacional, com o apoio do Partido Liberal. Tempos depois, a União Nacional mudou o seu nome para Partido Federalista.
No ano de 1889, após a proclamação da república no Brasil, Apolinário Porto-Alegre se alia à Silveira Martins que lutava contra o governo do marechal Deodoro da Fonseca.

### Mudanças e refúgios
Abalado com a morte de uma filha, América, de 12 anos de idade, em 1891, e de sua mulher Elisa Gama quatro meses depois, com quem era casado desde 1874 e teve 8 filhos, o escritor muda-se para Casa Branca, edificação que funcionou como quartel-general e hospital dos farrapos durante o cerco que mantiveram à capital.
Após o contragolpe vitorioso de Júlio de Castilhos em junho de 1892, foi preso em 4 de julho junto com outros opositores e libertado alguns dias depois. No jornal A Reforma iniciou virulenta campanha contra o governo.
No entanto, teve de refugiar-se em Santa Catarina e em Montevidéu, devido as perseguições impostas pela Revolução Federalista de 1893. Retornou ao Rio Grande do Sul com a pacificação de 1895, onde continuou a trabalhar como jornalista.
Enfrentando problemas financeiros extremos, faleceu no ano de 1904, na Santa Casa de Misericórdia de Porto Alegre, vítima de tuberculose.

## Obra

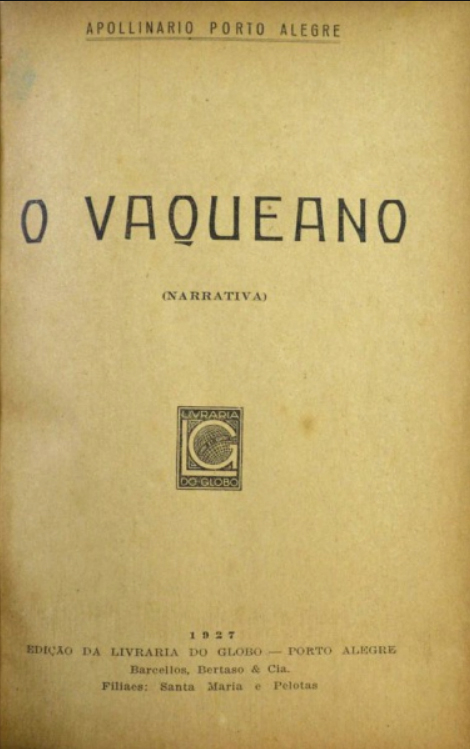
Capa de O Vaqueano (1872) de Apolinário Porto-Alegre, em edição de 1927.

A obra de Apolinário Porto-Alegre possui como características o regionalismo e o romantismo. O Rio Grande do Sul é a temática de várias publicações, sendo sua principal O Vaqueano, de 1872. Alguns críticos afirmam que a obra foi inspirado no livro O Gaúcho, de José de Alencar.
Trecho de O vaqueano:
| “ | O inverno desatava as madeixas emperladas de gelo, tão triste que magoava o coração e despertava ideias sombrias, como céus e terras. Não sei que íntima e mística afinidade existe entre a natureza e a alma humana, que a morte-cor de uma se reflete na outra como em bacias de límpidas águas, que o múrmur surdo e merencório desta, como num tímpano, encontra ecos naquela. Inverno é um cemitério! Sazão de morte que não poupa a terna vergôntea, nem as catassóis da asa do colibri! Por isso o calafrio que se sente quando ele se aproxima, o terror que vaga na floresta e na campina, a palidez do manto de verduras, a ausência dos cantores plumosos... e depois o minuano! Como é cruel, ele que fustiga a árvore secular, quee aspergia doce sombra no ardor da sesta, até lhe arrancar uma por uma as folhas de seu diadema! Que cresta a várzea há pouco vicejante alfombra! que torna a linfa de onda argentina e anodina, fria como uma geleira, silenciosa como um ermo, ingrata ao lábio na exsicação da sede! Quem pode amar-te quadra sem sombras, brisas, cantos e flores? Período que espasma a vida e congela a flor das alegrias? Só quem não sente, alma embotada para as sensações brandas e suaves, que rodeiam a existência de uma gaza transparente e rósea que se chama poesia! | ” |

### Conto
- Paisagens (1874)

### Historiografia
- História da Revolução de 1835

### Poesia
- Poesias bromélias (com o pseudônimo de Iriema) (1874)
- Cabila (1874)
- Flores da morte (póstumo) (1904)

### Romance
- Os palmares (1869)
- O vaqueano (1872)
- Feitiço de uns beijos (1873-74)
- Lulucha (publicado na revista O Guarani) (1874)
- Crioulo do pastoreio (1875)
- Gracina
- Vaqueiro
- Flor da laranja
- Os dois amores
- O homem e o século

### Teatro
- Cham e Jafé (drama) (1868)
- Benedito (comédia) (1872)
- Sensitiva (drama) (1873)
- Mulheres! (comédia) (1873)
- Jovita (colaboração de Meneses Paredes)
- Os filhos da desgraça (drama) (1874)
- Epidemia política (comédia) (1874)
- Ladrões da honra (drama) (1875)

### Outros
- Viagem a Laguna (1896)
- Populário sul-rio-grandense (Publicação póstuma)
- Morfologia ário-guaranítica (1880)
- Dialeto nacional

#### Contribuições
- Dicionário, de Caldas Aulete
- Dicionário de vocábulos brasileiros, de Beaurepaire-Rohan
- Raízes do português falado no Brasil
- Vocabulário sul-riograndense, de Romaguera Correia